# مایکل موریسون (بازیکن فوتبال)
مایکل موریسون (انگلیسی: Michael Morrison؛ زادهٔ ۳ مارس ۱۹۸۸) بازیکن فوتبال اهل بریتانیا است.
از باشگاه‌هایی که در آن بازی کرده‌است می‌توان به باشگاه فوتبال چارلتون اتلتیک، باشگاه فوتبال کمبریج یونایتد، باشگاه فوتبال بیرمنگام سیتی، باشگاه فوتبال لستر سیتی، و باشگاه فوتبال شفیلد ونزدی اشاره کرد.